# Doop (muziek)
Doop was een Nederlands danceduo, bestaande uit de producers Ferry Ridderhof en Peter Garnefski, dat wereldberoemd werd met de gelijknamige single uit 1994.
De twee maakten vaak voor hun lol dancenummers. In 1994 braken ze onverwacht door, nadat de single Doop uitgebracht werd. In januari 1994 kwam het housenummer de Nederlandse Top 40 binnen, waar het de 11e plaats behaalde. Daarna had het duo nog twee hits in Nederland. In Australië werd in 1995 nog een nummer 1-hit gescoord onder de naam Hocus Pocus met het gabberhousenummer Here's Johnny.
Doop was een van de vele Nederlandse danceacts die in de jaren 90 internationaal succes hadden. Maar nog steeds geldt Doop als een van de weinigen die in het Verenigd Koninkrijk een nummer 1-hit heeft gescoord. In 1995 werd het duo bekroond met de Conamus Exportprijs voor zijn internationale succes.
Doop is ook bekend vanwege hun remixen van liedjes van anderen. Zo is er van veel dancehits uit de eerste helft van de jaren 90 wel een "Ferry & Garnefski remix" te vinden.
Voordat zij bekend werden onder de naam Doop vormden zij al de dance-act Waxattack. Hiermee behaalden zij geen noteringen in de hitparades, maar scoorden zij wel twee grote clubhits met Yess! (I will be master) en Show me your ye ye yeah.
De leden van Doop vervolgden hun muziekcarrière in de groep Peplab.

## Singles
| Single met eventuele hitnotering(en) in de Nederlandse Top 40 | Datum van verschijnen | Datum van binnenkomst | Hoogste positie | Aantal weken | Opmerkingen |
| ------------------------------------------------------------- | --------------------- | --------------------- | --------------- | ------------ | ----------- |
| Doop                                                          |                       | 22-1-1994             | 11              | 8            |             |
| Doop (Remix)                                                  |                       | 23-4-1994             | 17              | 6            |             |
| Huckleberry Jam                                               |                       | 10-12-1994            | 19              | 4            | Alarmschijf |
| Ridin'                                                        |                       | 27-4-1996             | 19              | 6            |             |